# Carlo Bertotti
Carlo Bertotti (Torino, 24 novembre 1964) è un musicista, compositore e produttore discografico italiano.

## Biografia
Dal 1990 al 1995 ha lavorato come produttore e compositore di musiche per la pubblicità e per cortometraggi.
Nel 1996 ha fondato insieme a Flavio Ferri il gruppo Delta V, e in 10 anni ha scritto e prodotto 6 album del gruppo.
Si è occupato anche della scrittura del soggetto e delle sceneggiature dei video del gruppo.
Ha collaborato con Ornella Vanoni, Baustelle, Beaucoup Fish, Mao, Angela Baraldi, Garbo, JC 001, Alex Baroni, Mario Venuti, Kaballà.
Ha composto il brano strumentale "Down, down" (Goal, goal) che nei primi anni '90 era parte della sigla che introduceva la sintesi di una partita di serie A.

## Discografia
- "Spazio" (1998)
- "Psychobeat" (1999)
- "Monaco 74" (2001)
- "Le cose cambiano" (2003)
- "Collection" (2004)
- "Pioggia Rosso Acciaio (2006)
- "Heimat" (2019)

## Videografia
- "Il mondo visto dallo spazio" (1998)
- "Se telefonando" (1998)
- "Se telefonando rmx" (1998)
- "Sul filo" (1999)
- "Il primo giorno del mondo" (1999)
- "Marta ha fatto un sogno" (2000)
- "Un'estate fa" (2001)
- "Numeri in mia vita" (2001)
- "Un colpo in un istante" (2002)
- "Prendila così" (2003)
- "Via da qui" (2003)
- "Adesso e mai" (2006)
- "Ritornerai" (2006)
- "Il cielo che cambia colore" (2018)
- "Domeniche di agosto" (2018)
- "30 anni" (2019)